# Badi Assadová
Badi Assadová, celým jménem Mariângela Assad Simão (* 23. prosince 1966 São João da Boa Vista) je brazilská zpěvačka, kytaristka a skladatelka. Její tvorba spojuje jazz a world music, uplatňuje v ní klasickou kytarovou techniku, expresivní hlasový projev včetně beatboxu, hru na perkuse i originální taneční kreace.

## Život
Po otci je libanonského původu. Její starší bratři Sérgio a Odair vystupují jako kytarové duo, společně s nimi nahrála DVD Um Momento De Puro Amor. Hudbě se věnuje i neteř Clarice Assadová. 
Vystudovala hru na klasickou kytaru na Federální univerzitě v Rio de Janeiro. V patnácti letech vyhrála soutěž kytaristů v Rio de Janeiru a ve dvaceti reprezentovala Brazílii na mezinárodní soutěži ve Viña del Mar. Hrála v kytarovém orchestru Turibia Santose a v roce 1989 vydala první sólovou desku. Počátkem devadesátých let uzavřela smlouvu s newyorským vydavatelstvím Chesky Records a časopis Guitar Player ji vyhlásil nejlepší světovou kytaristkou roku 1995. Mezinárodní úspěch zaznamenala v roce 1998 s albem Chameleon. Obsahovalo mj. píseň „Waves“, která bodovala v evropských hitparádách a je známa také z filmu Freda Schepisiho Tak to chodí.
Vystupovala na montrealském jazzovém festivalu, Biennale di Venezia, Farm Aid, v pařížské Opeře i v Metropolitním muzeu umění. S Johnem Abercrombiem a Larrym Coryellem nahrála v roce 2003 album Three Guitars. Spolupracovala také s Miltonem Nascimentem, Sarah McLachlanovou, Jeffem Youngem, Marisou Monte, Bobbym McFerrinem a Patem Methenym, zúčastnila se mezinárodního hudebního projektu Saffron Caravan. Nahrála vlastní verze hitů od Björk, U2 a Vangelise. Desky Verde a Wonderland natočila u společnosti Deutsche Grammophon. Edu Felistoque o ní v roce 2018 natočil oceňovaný dokumentární film Badi. 

## Diskografie
- Danca do Tons (1989)
- Solo (1994)
- Rhythms (1995)
- Echoes of Brazil (1997)
- Chameleon (1998)
- Nowhere (2002)
- Danca das Ondas (2003)
- Verde (2004)
- Wonderland (2006)
- Amor e outras manias crônicas (2012)
- Between Love and Luck (2013)
- Cantos de Casa (2014)
- Hatched (2015)
- Stringshot (2018)
- Around the World (2020)